# Їжатка африканська
Їжатка африканська (Atherurus africanus), або "Африканський китицехвостий їжатець" — представник роду їжатка (Atherurus) з родини Їжатцеві (Hystricidae).

## Зовнішня морфологія
Струнка, щуроподібна істота, з довгим хвостом (що легко відривається), який закінчується пучком щетини. Вага: 1—4 кг, голова і тіло завдовжки 36,5—60,0 см, хвіст довжиною 10—26 см. Тіло довге і струнке, але ноги широкі і короткі. Колір: від чорного до темно-сіро-коричневого на верхній частині тіла і від білого до світло-коричневого кольору на нижній; хвіст жовтуватий. Тіло покрите кількома типами захисних шипів, м'які шипи розташовані на голові, шиї і животі. 

## Поширення та природне середовище
Проживає у Африці, в країнах: Бенін, Камерун, Демократична Республіка Конго, Республіка Конго, Кот-д'Івуар, Екваторіальна Гвінея, Габон, Гамбія, Гана, Гвінея, Кенія, Ліберія, Сьєрра-Леоне, Судан, Того, Уганда. Зустрічається у вологих лісах та в лісах вздовж річок на висотах до 3 000 м над рівнем моря. Вдень ховається в норах, печерах, ущелинах чи в деревах, що впали. Найактивніший, коли повністю темно, тобто старається уникати чи, принаймні, скоротити діяльність при яскравому світлі.

## Поведінка
Дорослі зазвичай живуть у сім'ях з, як правило, шести — восьми членів, які включають пару і їх потомство з декількох виводків. Групи сімей до 20 особин часто проживають поруч і спільно використовують ресурси. Головним чином наземні, але добре лазять по деревах і плавають. Найвідоміші вороги: леопарди, великі сови, змії, люди. Сам він в основному травоїдний, іноді харчується падлом. При загрозі підіймає шипи, збільшуючи свої розміри фактично в два рази; також брязкає хвостом і тупотить ногами. Якщо хижак підходить досить близько, він повертається до нього задньої частиною тіла, і робить раптовий напад назад, в результаті чого голки, застрягають у ворогові.